# زهرة الحواشي كثيرة التشعبات
زهرة الحواشي كثيرة التشعبات (باللاتينية: Veronica caespitosa) نوع نباتي يتبع جنس زهرة الحواشي من الفصيلة الحملية. كانت تصنف سابقًا ضمن الفصيلة الغدبية.

## الموئل والانتشار
موطنها المشرق العربي وتركيا.